# Ludwik (opat Saint-Denis)
Ludwik (opat Saint-Denis) (zm. w 867) – francuski duchowny, syn Rorgona hrabiego Maine oraz Rotrudy - córki Karola Wielkiego; przyrodni brat Gozlina - biskupa Paryża. Kanclerz Karola II Łysego.
Pełnił funkcję opata wielu opactw: Saint-Denis, Saint-Quentin, Saint-Riquier oraz Saint-Wandrille.